# Politica dell'Ucraina
La politica dell'Ucraina si svolge in una repubblica democratica semi-presidenziale, con sistema multipartitico. Il potere esecutivo è esercitato dal governo, mentre il potere legislativo dal Parlamento (Verkhovna Rada).

## Introduzione
Poco dopo essere divenuta indipendente nel 1991, l'Ucraina nominò una commissione parlamentare per elaborare una nuova Costituzione. Adottati un sistema multipartitico e garanzie per i diritti civili e politici per le minoranze nazionali. Il 28 giugno 1996 fu adottata una nuova costituzione democratica, che instaura un sistema politico pluralista con la garanzia dei diritti umani di base e le libertà civili.
Viene garantita per legge la libertà di religione, anche se le organizzazioni religiose devono essere registrate presso le autorità locali e il governo centrale. I diritti delle minoranze sono rispettati in accordo a una legge del 1991 che garantisce alle minoranze nazionali i diritti alla scuola e alla propria cultura, come anche l'utilizzo delle lingue nazionali nella gestione dei propri affari. La politica linguistica in Ucraina ha poi avuto vari diversi sviluppi come quello della legge n. 5670-d del 15 maggio 2019  che toglie lo status di lingue regionali alle lingue minoritarie (incluso il Russo). Attualmente secondo la Costituzione dell'Ucraina, la lingua ucraina è la sola lingua ufficiale dello Stato.
Sono garantite per legge le libertà di parola e di stampa, ma le autorità interferiscono talvolta con i media attraverso diverse forme di pressione. In particolare, il fallimento del governo nella conduzione di un'investigazione credibile e pulita sulla sparizione e l'assassinio nel 2000 del giornalista indipendente Georgiy Gongadze ha avuto un effetto negativo sull'immagine internazionale dell'Ucraina. 
La forte ucrainizzazione e il ritorno dei tartari crimeani in Crimea nel 1992 fece nascere una serie di organizzazioni politiche filorusse che invocavano la secessione della Crimea e la sua annessione alla Russia (la Crimea era stata ceduta all'Ucraina nel 1954 dal Primo Segretario dell'URSS Nikita Khrushchev, come riconoscimento dei legami storici e per convenienza economica, per segnare il 300º anniversario dell'unione ucraina con la Russia.) Nel luglio 1992 i parlamenti crimeano e ucraino decisero che la Crimea sarebbe rimasta sotto la giurisdizione ucraina, mantenendo una forte autonomia culturale e religiosa.
Numerose imprese commerciali si sono unite sotto la Federazione delle Unioni del Lavoro. Diverse unioni indipendenti, nate nel 1992, hanno formato il Consiglio di Consultazione delle Unioni Libere del Lavoro. Anche se lo sciopero è legalmente garantito, quelli basati solo su richieste politiche sono proibiti.

## Crisi sulle elezioni presidenziali del 2004
La Rivoluzione arancione fu costituita da una serie di proteste pacifiche che spinsero il governo all'annullamento delle elezioni del 21 novembre 2004. La Corte suprema dell'Ucraina ordinò la ripetizione delle elezioni il 26 dicembre 2004 e chiese di investigare sui casi di frode elettorale.

## Ramo esecutivo
Il Presidente viene eletto con voto popolare per un mandato di cinque anni. Il Presidente nomina il Primo ministro, che deve essere confermato dal Parlamento. Il governo viene de jure nominato dal Presidente su proposta del Primo Ministro, de facto viene nominato dal Presidente dopo i negoziati con i principali partiti politici e le fazioni parlamentari.

## Ramo legislativo
La Verkhovna Rada (Parlamento dell'Ucraina) conta 450 membri, eletti ogni cinque anni (quattro fino al 2006). Fino al 2006, metà dei membri erano eletti con il sistema proporzionale, mentre l'altra metà con il maggioritario nelle singole circoscrizioni. A partire dalle elezioni parlamentari del 2006 tutti i 450 membri della Verkhovna Rada sono eletti con il sistema proporzionale. Il Parlamento dà vita alle leggi, ratifica trattati e approva i bilanci.

## Partiti politici ed elezioni

### Caratterizzazioni
La politica ucraina dall'indipendenza in avanti è stata caratterizzata dalla divisione in due blocchi:
- uno filo-occidentale ed europeista, con il Blocco Ucraina Nostra e l'ex Blocco Julija Tymošenko (ora Patria);
- uno filo-russo ed euroscettico, fino agli anni novanta dominato dal Partito Comunista d'Ucraina, e poi dal Partito delle Regioni.

Il primo blocco ha una buona presenza nell'Ucraina occidentale e centrale, mentre il secondo blocco era presente nella zona orientale e meridionale, ma non è più rappresentato, dato che i due partiti filo-russi sono stati dichiarati illegali (il partito comunista d'Ucraina è stato bandito nel 2015, mentre il Partito delle regioni era confluito all'interno del partito Blocco di opposizione, messo fuori legge dal governo Zelensky nel marzo 2022 durante la guerra con la Russia). I due blocchi elettorali avevano finito per rappresentare maggiormente le diverse esigenze etno-economiche, piuttosto che con vigore le tradizionali famiglie culturali (conservatori, liberali, democristiani, socialdemocratici).
La distribuzione politica coincide a volte con le distinzioni linguistiche, con russofoni al 30% e ucrainofoni al 70%. Non mancano corrispondenze con le divisioni religiose del paese. Il 70% degli ucraini si dice "cristiano" (il restante 30% si definisce non credente), ma non mancano le differenze. Gli ortodossi rappresentano il 60% della popolazione, a questi si aggiungono un 9% di cattolici di rito bizantino, un 1,5% di cattolici di rito romano, 1,5% di protestanti. Gli ortodossi a loro volta si dividono in Chiesa Ortodossa Ucraina-Patriarcato di Mosca (COU-PM), Chiesa Ortodossa Ucraina-Patriarcato di Kiev (COU-PK), Chiesa Ortodossa Ucraina Autocefala (COUA). Non è certamente un caso che, come i filo-occidentali, la COU-PK e la COUA sono diffuse prevalentemente nella zona centrale e occidentale del paese, così come per i cattolici di rito bizantino e per quelli di rito romano. La COU-PM, la componente maggioritaria (8900 sacerdoti su 12100 preti ortodossi), è diffusa soprattutto ad oriente e meridione, comunque con importanti presenze anche nella zona centrale. Le differenze religiose e linguistiche non corrispondono certamente a quelle politiche, ma influenzano certamente queste ultime.
A partire dal 2006, si sono susseguite elezioni per il rinnovo del Parlamento ogni anno; le elezioni anticipate sono state dovute alle crisi del 2007 e del 2008.

### Partiti
A seguito delle elezioni parlamentari del 2019, sono presenti alla Verchovna Rada (il parlamento dell'Ucraina) i seguenti partiti:
- Servitore del Popolo (254 deputati)
- Piattaforma di Opposizione - Per la Vita (43 deputati - dichiarato illegale nel 2022)
- Patria (26 deputati)
- Solidarietà europea (25 deputati)
- Holos (20 deputati)
- Blocco di Opposizione (6 deputati - dichiarato illegale nel 2022)
- Svoboda (1 deputati)
- Altri (43 deputati)
- Vacanti (26 deputati)

Alcuni partiti sono stati dichiarati illegali fra il 2014 e il 2016, in seno alla campagna di contrasto alla promozione di ideali totalitaristici, siano essi nazionalsocialisti (Nazi) o comunisti (leggi ucraine n. 2558, 2538-1 2539 2540 del 9 aprile 2015), come il Partito Comunista dell'Ucraina, il Partito Comunista dell'Ucraina (rinnovato), il Partito Comunista dei Lavoratori e dei Contadini.
Il 20 marzo 2022 le attività di undici partiti, fra cui il principale partito di opposizione (Piattaforma di opposizione - Per la Vita) sono state temporaneamente sospese, a causa della loro vicinanza alla Federazione Russa che ha invaso il territorio Ucraino e del rischio che i loro aderenti potessero compiere spionaggio o destabilizzazione del paese.  

## Ramo giudiziario
Giurisdizione costituzionale:

- Corte Costituzionale dell'Ucraina.

Giurisdizione generale:

- Corte suprema dell'Ucraina;

- tribunali specializzati: l'Alta Corte d'Arbitrato d'Ucraina (in ucraino: Вищий господарський суд України), l'Alta Corte Amministrativa d'Ucraina;

- tribunali regionali d'appello, tribunali militari d'appello, tribunali specializzati d'appello;

- tribunali dei distretti locali, e tribunali delle guarnigioni militari.
Le leggi del Parlamento e del Governo, gli editti presidenziali e gli atti del Parlamento della Repubblica Autonoma di Crimea possono essere annullati dalla Corte Costituzionale, quando sono ritenuti in contrasto con la Costituzione dell'Ucraina. Gli altri atti normativi sono soggetti a revisione giudiziaria. La Corte suprema è il corpo legislativo principale nel sistema dei tribunali di giurisdizione generale. La Costituzione impone i processi con giuria; questa pratica non è stata però mai utilizzata.

## Governo locale
Il governo locale viene garantito ufficialmente. I consigli locali e i sindaci cittadini vengono eletti dal popolo ed esercitano il controllo sui budget locali.
In pratica, i poteri dei governi locali sono limitati. Una riforma in grande scala del sistema di governo locale (che richiederebbe cambiamenti costituzionali) è in progetto dal 2000, principalmente sotto la spinta del Partito Socialista d'Ucraina e di Oleksandr Moroz.

## Partecipazione ad organizzazioni internazionali
AEIA, BSEC, CE, CEI, COI, Comitato Zangger, CSD, CSI, EAPC, EBRD, ECE, FMI, IBRD, ICAO, ICRM, IFC, IFRCS, IHO, ILO, IMO, Inmarsat, Intelsat (non firmatario), Interpol, OIM (osservatore), ISO, ITU, NAM (osservatore), NSG, OAS (osservatore), OPAC, OCSE, PCA, PFP, ONU, UNCTAD, UNESCO, UNIDO, UNMIBH, UNMIK, UNMOP, UNMOT, UPU, WCO, WFTU, OMS, OMPI, OMM, OMT, OMC (in applicazione).